# Herrarnas turnering i fotboll vid panamerikanska spelen 2015
Herrarnas turnering i fotboll vid panamerikanska spelen 2015 avgjordes i Hamilton, Ontario, Kanada under perioden 12–26 juli 2015.
Totalt spelades det 16 matcher med 51 gjorda mål. Uruguay U22 besegrade Mexiko U22 i finalen med slutresultatet 1–0. Brasilien U22 besegrade Panama U22 i matchen om tredjepris med slutresultatet 3–1 efter förlängning.

## Deltagande landslag
| Evenemang                                       | Plats och datum                          | Kvalificerade lag                                     |
| ----------------------------------------------- | ---------------------------------------- | ----------------------------------------------------- |
| Värdnation                                      | i.u.                                     | Kanada U22                                            |
| Autokvalificerad                                | i.u.                                     | Mexiko U22                                            |
| CONCACAF:s U20-mästerskap 2015 (Centralamerika) | El Salvador 17–29 juli 2014              | Panama U22                                            |
| CONCACAF:s U20-mästerskap 2015 (Karibien)       | Trinidad och Tobago 12–19 september 2014 | Trinidad och Tobago U22                               |
| Sydamerikanska U20-mästerskapet 2015            | Uruguay 14 januari – 7 februari 2015     | Uruguay U22 · Brasilien U22 · Peru U22 · Paraguay U22 |

## Spelartrupper
Lagen bestod av maximalt 18 spelare varav 2 målvakter. Samtliga spelare i ett lag skulle på förhand få en siffra tilldelad mellan 1 och 18. Siffran 1 var reserverat för en av målvakterna.

## Gruppspel

### Grupp A
| Nr | Lag       | S | V | O | F | GM | IM | MS | P |
| -- | --------- | - | - | - | - | -- | -- | -- | - |
| 1  | Brasilien | 3 | 2 | 1 | 0 | 11 | 4  | +7 | 7 |
| 2  | Panama    | 3 | 1 | 2 | 0 | 5  | 4  | +1 | 5 |
| 3  | Peru      | 3 | 1 | 0 | 2 | 3  | 6  | −3 | 3 |
| 4  | Kanada    | 3 | 0 | 1 | 2 | 1  | 6  | −5 | 1 |

| 1           | 12 juli 2015 | Panama                                      | 2 – 1   | Peru                  | Hamilton Pan Am Soccer Stadium                       |                                                      |
| 17:35 UTC−4 | 17:35 UTC−4  | Jorman Aguilar 47′ Fidel Escobar 90′ (str.) | (0 – 0) | Gonzalo Maldonado 54′ | Hamilton, Ontario Domare: Jeffrey Solis (Costa Rica) | Hamilton, Ontario Domare: Jeffrey Solis (Costa Rica) |
| 17:35 UTC−4 | 17:35 UTC−4  |                                             |         |                       | Hamilton, Ontario Domare: Jeffrey Solis (Costa Rica) | Hamilton, Ontario Domare: Jeffrey Solis (Costa Rica) |
| 17:35 UTC−4 | 17:35 UTC−4  |                                             |         |                       | Hamilton, Ontario Domare: Jeffrey Solis (Costa Rica) | Hamilton, Ontario Domare: Jeffrey Solis (Costa Rica) |

| 2           | 12 juli 2015 | Kanada             | 1 – 4   | Brasilien                                  | Hamilton Pan Am Soccer Stadium                           |                                                          |
| 20:35 UTC−4 | 20:35 UTC−4  | Molham Babouli 58′ | (0 – 2) | Luciano 7′ Rômulo 38′ Clayton 47′ Erik 89′ | Hamilton, Ontario Domare: José Alfredo Peñaloza (Mexiko) | Hamilton, Ontario Domare: José Alfredo Peñaloza (Mexiko) |
| 20:35 UTC−4 | 20:35 UTC−4  |                    |         |                                            | Hamilton, Ontario Domare: José Alfredo Peñaloza (Mexiko) | Hamilton, Ontario Domare: José Alfredo Peñaloza (Mexiko) |
| 20:35 UTC−4 | 20:35 UTC−4  |                    |         |                                            | Hamilton, Ontario Domare: José Alfredo Peñaloza (Mexiko) | Hamilton, Ontario Domare: José Alfredo Peñaloza (Mexiko) |

| 5           | 16 juli 2015 | Peru | 0 – 4   | Brasilien                               | Hamilton Pan Am Soccer Stadium                   |                                                  |
| 17:35 UTC−4 | 17:35 UTC−4  |      | (0 – 4) | Luan 3′ Clayton 20′ Rômulo 26′ Dodô 30′ | Hamilton, Ontario Domare: Raul Castro (Honduras) | Hamilton, Ontario Domare: Raul Castro (Honduras) |
| 17:35 UTC−4 | 17:35 UTC−4  |      |         |                                         | Hamilton, Ontario Domare: Raul Castro (Honduras) | Hamilton, Ontario Domare: Raul Castro (Honduras) |
| 17:35 UTC−4 | 17:35 UTC−4  |      |         |                                         | Hamilton, Ontario Domare: Raul Castro (Honduras) | Hamilton, Ontario Domare: Raul Castro (Honduras) |

| 6           | 16 juli 2015 | Panama | 0 – 0 | Kanada | Hamilton Pan Am Soccer Stadium                      |                                                     |
| 20:35 UTC−4 | 20:35 UTC−4  |        |       |        | Hamilton, Ontario Domare: Valdin Legister (Jamaica) | Hamilton, Ontario Domare: Valdin Legister (Jamaica) |
| 20:35 UTC−4 | 20:35 UTC−4  |        |       |        | Hamilton, Ontario Domare: Valdin Legister (Jamaica) | Hamilton, Ontario Domare: Valdin Legister (Jamaica) |
| 20:35 UTC−4 | 20:35 UTC−4  |        |       |        | Hamilton, Ontario Domare: Valdin Legister (Jamaica) | Hamilton, Ontario Domare: Valdin Legister (Jamaica) |

| 9           | 20 juli 2015 | Brasilien                    | 3 – 3   | Panama                                           | Hamilton Pan Am Soccer Stadium                           |                                                          |
| 17:35 UTC−4 | 17:35 UTC−4  | Luciano 24′, 25′ Clayton 37′ | (3 – 1) | Jorman Aguilar 40′, 51′ Fidel Escobar 56′ (str.) | Hamilton, Ontario Domare: José Alfredo Peñaloza (Mexiko) | Hamilton, Ontario Domare: José Alfredo Peñaloza (Mexiko) |
| 17:35 UTC−4 | 17:35 UTC−4  |                              |         |                                                  | Hamilton, Ontario Domare: José Alfredo Peñaloza (Mexiko) | Hamilton, Ontario Domare: José Alfredo Peñaloza (Mexiko) |
| 17:35 UTC−4 | 17:35 UTC−4  |                              |         |                                                  | Hamilton, Ontario Domare: José Alfredo Peñaloza (Mexiko) | Hamilton, Ontario Domare: José Alfredo Peñaloza (Mexiko) |

| 10          | 20 juli 2015 | Kanada | 0 – 2   | Peru                       | Hamilton Pan Am Soccer Stadium                     |                                                    |
| 20:35 UTC−4 | 20:35 UTC−4  |        | (0 – 1) | Rodas 12′ James 68′ (sjm.) | Hamilton, Ontario Domare: Adrian Skeete (Barbados) | Hamilton, Ontario Domare: Adrian Skeete (Barbados) |
| 20:35 UTC−4 | 20:35 UTC−4  |        |         |                            | Hamilton, Ontario Domare: Adrian Skeete (Barbados) | Hamilton, Ontario Domare: Adrian Skeete (Barbados) |
| 20:35 UTC−4 | 20:35 UTC−4  |        |         |                            | Hamilton, Ontario Domare: Adrian Skeete (Barbados) | Hamilton, Ontario Domare: Adrian Skeete (Barbados) |

### Grupp B
| Nr | Lag                 | S | V | O | F | GM | IM | MS  | P |
| -- | ------------------- | - | - | - | - | -- | -- | --- | - |
| 1  | Mexiko              | 3 | 2 | 1 | 0 | 6  | 3  | +3  | 7 |
| 2  | Uruguay             | 3 | 2 | 0 | 1 | 5  | 1  | +4  | 6 |
| 3  | Paraguay            | 3 | 1 | 1 | 1 | 6  | 3  | +3  | 4 |
| 4  | Trinidad och Tobago | 3 | 0 | 0 | 3 | 3  | 13 | −10 | 0 |

| 3           | 13 juli 2015 | Trinidad och Tobago | 0 – 4   | Uruguay                                                                           | Hamilton Pan Am Soccer Stadium                    |                                                   |
| 17:35 UTC−4 | 17:35 UTC−4  |                     | (0 – 3) | Fabricio Formiliano 6′ Federico Ricca 20′ Nicolás Albarracín 31′ Brian Lozano 69′ | Hamilton, Ontario Domare: Oscar Reyna (Guatemala) | Hamilton, Ontario Domare: Oscar Reyna (Guatemala) |
| 17:35 UTC−4 | 17:35 UTC−4  |                     |         |                                                                                   | Hamilton, Ontario Domare: Oscar Reyna (Guatemala) | Hamilton, Ontario Domare: Oscar Reyna (Guatemala) |
| 17:35 UTC−4 | 17:35 UTC−4  |                     |         |                                                                                   | Hamilton, Ontario Domare: Oscar Reyna (Guatemala) | Hamilton, Ontario Domare: Oscar Reyna (Guatemala) |

| 4           | 13 juli 2015 | Paraguay          | 1 – 1   | Mexiko                    | Hamilton Pan Am Soccer Stadium                      |                                                     |
| 20:35 UTC−4 | 20:35 UTC−4  | Ángel Cardozo 71′ | (0 – 1) | Martín Eduardo Zúñiga 15′ | Hamilton, Ontario Domare: Mathieu Bourdeau (Kanada) | Hamilton, Ontario Domare: Mathieu Bourdeau (Kanada) |
| 20:35 UTC−4 | 20:35 UTC−4  |                   |         |                           | Hamilton, Ontario Domare: Mathieu Bourdeau (Kanada) | Hamilton, Ontario Domare: Mathieu Bourdeau (Kanada) |
| 20:35 UTC−4 | 20:35 UTC−4  |                   |         |                           | Hamilton, Ontario Domare: Mathieu Bourdeau (Kanada) | Hamilton, Ontario Domare: Mathieu Bourdeau (Kanada) |

| 7           | 17 juli 2015 | Mexiko             | 1 – 0   | Uruguay | Hamilton Pan Am Soccer Stadium               |                                              |
| 17:35 UTC−4 | 17:35 UTC−4  | Jordan Silva 90+1′ | (0 – 0) |         | Hamilton, Ontario Domare: Marcos Brea (Kuba) | Hamilton, Ontario Domare: Marcos Brea (Kuba) |
| 17:35 UTC−4 | 17:35 UTC−4  |                    |         |         | Hamilton, Ontario Domare: Marcos Brea (Kuba) | Hamilton, Ontario Domare: Marcos Brea (Kuba) |
| 17:35 UTC−4 | 17:35 UTC−4  |                    |         |         | Hamilton, Ontario Domare: Marcos Brea (Kuba) | Hamilton, Ontario Domare: Marcos Brea (Kuba) |

| 8           | 17 juli 2015 | Paraguay                                                                         | 5 – 1   | Trinidad och Tobago  | Hamilton Pan Am Soccer Stadium                        |                                                       |
| 20:35 UTC−4 | 20:35 UTC−4  | Sebastián Ferreira 63′, 71′ Iván Ramírez 65′ Derlis Alegre 76′ Arturo Aranda 79′ | (0 – 0) | Nathaniel Garcia 53′ | Hamilton, Ontario Domare: Javier Santos (Puerto Rico) | Hamilton, Ontario Domare: Javier Santos (Puerto Rico) |
| 20:35 UTC−4 | 20:35 UTC−4  |                                                                                  |         |                      | Hamilton, Ontario Domare: Javier Santos (Puerto Rico) | Hamilton, Ontario Domare: Javier Santos (Puerto Rico) |
| 20:35 UTC−4 | 20:35 UTC−4  |                                                                                  |         |                      | Hamilton, Ontario Domare: Javier Santos (Puerto Rico) | Hamilton, Ontario Domare: Javier Santos (Puerto Rico) |

| 11          | 21 juli 2015 | Trinidad och Tobago                | 2 – 4   | Mexiko                                                                                  | Hamilton Pan Am Soccer Stadium                   |                                                  |
| 17:35 UTC−4 | 17:35 UTC−4  | Ricardo John 7′ Shackeil Henry 39′ | (2 – 0) | Jonathan Espericueta 60′ Daniel Álvarez 68′ Marco Bueno 90′ Martín Eduardo Zúñiga 90+3′ | Hamilton, Ontario Domare: Sherwim Moore (Guyana) | Hamilton, Ontario Domare: Sherwim Moore (Guyana) |
| 17:35 UTC−4 | 17:35 UTC−4  |                                    |         |                                                                                         | Hamilton, Ontario Domare: Sherwim Moore (Guyana) | Hamilton, Ontario Domare: Sherwim Moore (Guyana) |
| 17:35 UTC−4 | 17:35 UTC−4  |                                    |         |                                                                                         | Hamilton, Ontario Domare: Sherwim Moore (Guyana) | Hamilton, Ontario Domare: Sherwim Moore (Guyana) |

| 12          | 21 juli 2015 | Uruguay                | 1 – 0   | Paraguay | Hamilton Pan Am Soccer Stadium                    |                                                   |
| 20:35 UTC−4 | 20:35 UTC−4  | Fernando Gorriarán 52′ | (0 – 0) |          | Hamilton, Ontario Domare: Oscar Reyna (Guatemala) | Hamilton, Ontario Domare: Oscar Reyna (Guatemala) |
| 20:35 UTC−4 | 20:35 UTC−4  |                        |         |          | Hamilton, Ontario Domare: Oscar Reyna (Guatemala) | Hamilton, Ontario Domare: Oscar Reyna (Guatemala) |
| 20:35 UTC−4 | 20:35 UTC−4  |                        |         |          | Hamilton, Ontario Domare: Oscar Reyna (Guatemala) | Hamilton, Ontario Domare: Oscar Reyna (Guatemala) |

## Utslagsspel

### Semifinaler
Matchen mellan Brasilien och Uruguay slutade med vinst för Uruguay med slutresultatet 2–1 efter ordinarie speltid. Uruguay fick en man utvisad (försvararen Paolo Lemos) efter 10 minuters spel. Brasilien gjorde det första målet efter 30 minuters spel i andra halvlek på straff av Clayton. Brasilianaren Raphael Guimaraes blev utvisad i den 81:a spelminuten med ett direkt rött kort.
| 13          | 23 juli 2015 | Brasilien          | 1 – 2   | Uruguay                                 | Hamilton Pan Am Soccer Stadium                   |                                                  |
| 17:35 UTC−4 | 17:35 UTC−4  | Clayton 75′ (str.) | (0 – 0) | Andrés Schettino 86′ Michael Santos 87′ | Hamilton, Ontario Domare: Jose Peñaloza (Mexiko) | Hamilton, Ontario Domare: Jose Peñaloza (Mexiko) |
| 17:35 UTC−4 | 17:35 UTC−4  |                    |         |                                         | Hamilton, Ontario Domare: Jose Peñaloza (Mexiko) | Hamilton, Ontario Domare: Jose Peñaloza (Mexiko) |
| 17:35 UTC−4 | 17:35 UTC−4  |                    |         |                                         | Hamilton, Ontario Domare: Jose Peñaloza (Mexiko) | Hamilton, Ontario Domare: Jose Peñaloza (Mexiko) |

Matchen mellan Mexiko och Panama slutade med vinst för Mexiko med slutresultatet 2–1 efter ordinarie speltid. Ángel Zaldívar gjorde matchens första mål i den andra spelminuten. Josiel Núñez kvitterade i den 59:e spelminuten men Mexiko återtog ledningen redan efter ytterligare två minuter då Carlos Ernesto Cisneros gjorde matchens sista mål.
| 14          | 23 juli 2015 | Mexiko                                        | 2 – 1   | Panama           | Hamilton Pan Am Soccer Stadium                        |                                                       |
| 20:35 UTC−4 | 20:35 UTC−4  | Ángel Zaldívar 2′ Carlos Ernesto Cisneros 61′ | (1 – 0) | Josiel Núñez 59′ | Hamilton, Ontario Domare: Javier Santos (Puerto Rico) | Hamilton, Ontario Domare: Javier Santos (Puerto Rico) |
| 20:35 UTC−4 | 20:35 UTC−4  |                                               |         |                  | Hamilton, Ontario Domare: Javier Santos (Puerto Rico) | Hamilton, Ontario Domare: Javier Santos (Puerto Rico) |
| 20:35 UTC−4 | 20:35 UTC−4  |                                               |         |                  | Hamilton, Ontario Domare: Javier Santos (Puerto Rico) | Hamilton, Ontario Domare: Javier Santos (Puerto Rico) |

### Bronsmatch
| 15          | 25 juli 2015 | Brasilien                                        | 3 – 1 (e.fl.) | Panama             | Hamilton Pan Am Soccer Stadium                      |                                                     |
| 13:05 UTC−4 | 13:05 UTC−4  | Luciano 76′ (str.), 115′ (str.) Lucas Piazon 99′ | (0 – 1)       | Josiel Núñez 45+2′ | Hamilton, Ontario Domare: Valdin Legister (Jamaica) | Hamilton, Ontario Domare: Valdin Legister (Jamaica) |
| 13:05 UTC−4 | 13:05 UTC−4  |                                                  |               |                    | Hamilton, Ontario Domare: Valdin Legister (Jamaica) | Hamilton, Ontario Domare: Valdin Legister (Jamaica) |
| 13:05 UTC−4 | 13:05 UTC−4  |                                                  |               |                    | Hamilton, Ontario Domare: Valdin Legister (Jamaica) | Hamilton, Ontario Domare: Valdin Legister (Jamaica) |

### Final
| 16          | 26 juli 2015 | Uruguay          | 1 – 0   | Mexiko | Hamilton Pan Am Soccer Stadium                    |                                                   |
| 13:05 UTC−4 | 13:05 UTC−4  | Brian Lozano 11′ | (1 – 0) |        | Hamilton, Ontario Domare: Oscar Reyna (Guatemala) | Hamilton, Ontario Domare: Oscar Reyna (Guatemala) |
| 13:05 UTC−4 | 13:05 UTC−4  |                  |         |        | Hamilton, Ontario Domare: Oscar Reyna (Guatemala) | Hamilton, Ontario Domare: Oscar Reyna (Guatemala) |
| 13:05 UTC−4 | 13:05 UTC−4  |                  |         |        | Hamilton, Ontario Domare: Oscar Reyna (Guatemala) | Hamilton, Ontario Domare: Oscar Reyna (Guatemala) |